# Bomaribidion hirsutum
Bomaribidion hirsutum är en skalbaggsart som beskrevs av Martins 1969. Bomaribidion hirsutum ingår i släktet Bomaribidion och familjen långhorningar. Inga underarter finns listade.